# École supérieure des Beaux-Arts de la Sarre

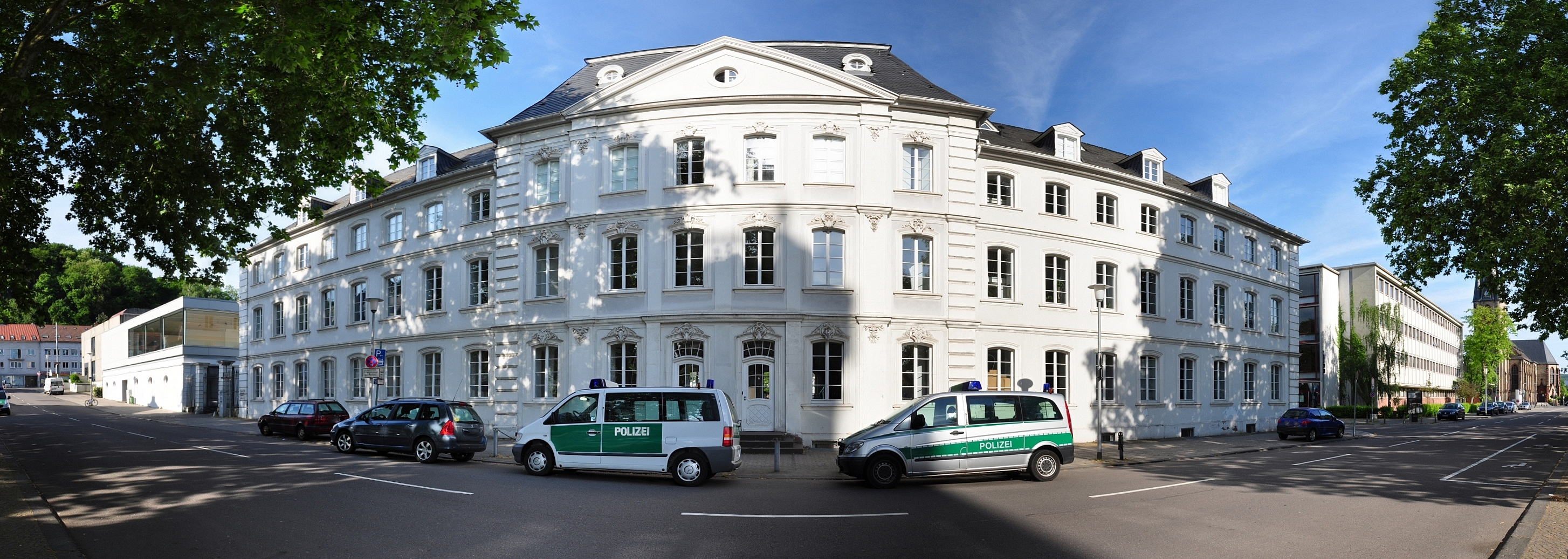
Vue du siège de l’école.

L'École supérieure des Beaux-Arts de la Sarre à Sarrebruck (HBKsaar) est la seule école supérieure d'art de la Sarre. Elle a été fondée en 1989 et est issue d'anciennes institutions d'art, dont la première a été créée en 1924.

## Histoire

### Centre de Métiers d’Art Sarrois
En 1924 est créé le Centre des métiers d'art Sarrois à Sarrebruck. Le premier directeur est Fritz Grenwenig. La Sarre étant française à cette époque, le gouvernement cherche à impulser une politique culturelle et proposer une formation pour les élèves en art.
Le Centre est actif jusqu'en 1936, lorsque la Sarre est réintégrée à l'Empire allemand.

### École pour l'art et l'artisanat
Après la Seconde Guerre mondiale, la Sarre redevient française. Il est décidé d'ouvrir l'École pour l'art et l'artisanat en 1946 et de choisir Henry Gowa comme directeur. L'institution s'élargit à de nouvelles pratiques, notamment la photographie lorsque Otto Steinert devient directeur en 1952.

### École nationale des arts appliqués
Par décision du conseil directeur, l'école est renommée École nationale des arts appliqués.

### Université des Sciences Appliquées de la Sarre - Département de Design
En 1971, l'école perd son statut indépendant et devient le Département de Design de l'Université de Sarrebruck. Le design devient alors un sujet principal.

### École supérieure des Beaux-Arts de la Sarre
C'est seulement en 1989, après la réunification, que l'école retrouve une place indépendante et centrale dans la ville en tant qu'École supérieure des Beaux-Arts de la Sarre ou HBK Saar.